# Bitva

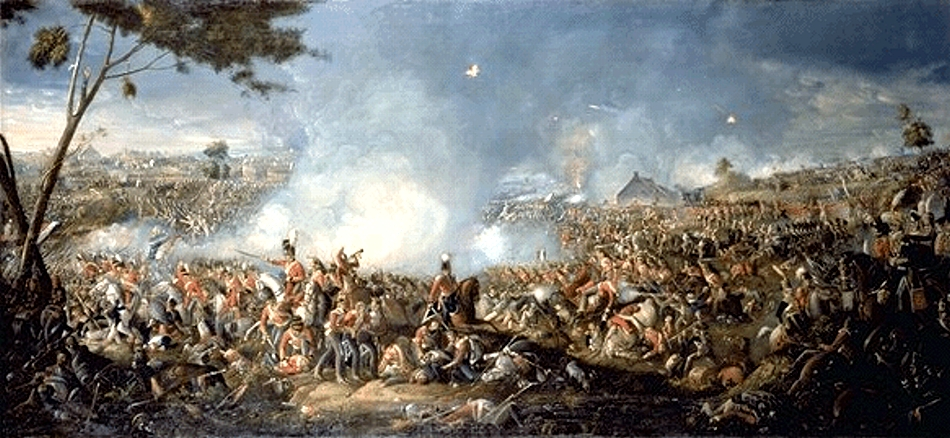
Bitva u Waterloo, obraz od Williama Sadlera

Bitva je vojenské střetnutí mezi dvěma či více stranami, logicky ohraničené svým cílem a v čase a prostoru. Obvykle se odehrává během války.

## Parametry bitvy
Stanovit hranice toho, co je a co není bitva, je velmi obtížné. Rozsahem může tento pojem pokrýt cokoliv, počínaje drobnou potyčku mezi dvěma skupinkami až po střetnutí celých armád. Jako bitvu lze označit několikahodinovou přestřelku i několikaleté kampaně (bitva o Atlantik). A i rozsahem můžeme bitvu ohraničit dost libovolně od střetnutí o malý kopec po boj o obrovské oblasti oceánů. Z tohoto hlediska je tedy logické že šířeji definované bitvy (viz například bitva o Západní břeh Viipurského zálivu, bitva o Británii) se mohou rozdělit na menší dílčí bitvy (bitva u Honkaniemi, nálet na Coventry).
Další možností, jak definovat bitvu, je ohraničit ji na základě určitého plánu a s ním souvisejících akcí. Bitva se tak bere od okamžiku, kdy jedna ze stran zahájí za nějakým účelem akce, do chvíle, kdy jejich konání za tímto účelem ukončí, a to bez ohledu na to, zda se tak stalo proto, že cíle dosáhla, nebo proto, že se svého cíle vzdala. I zde jsou problémy, neboť (jak praví jedno staré vojenské přísloví) „žádný plán vytvořený před bitvou nepřežije první střetnutí s nepřítelem“. Vždy panuje otázka, kdy vlastně byl plán natolik změněn, že už lze mluvit o jiné bitvě, nebo které postupy, jejichž účelem je vytěžit z vítězství maximum, je možno považovat ještě za součást bitvy.

## Typy bitev
Bitvy se primárně dělí podle toho, kde se odehrávají. Stručně se dají rozdělit na námořní, letecké a pozemní (byť se samozřejmě mohou v mnohém kombinovat).
Pozemní bitvy lze rozdělit do několika základních typů, z nichž nejdůležitější jsou: útočné operace, obranné bitvy a zdržovací a ústupové boje.

## Obvyklé cíle bitvy
1. Dobytí určité významné pozice nebo oblasti,
2. obrana určité významné pozice nebo oblasti,
3. zničení nepřátelských jednotek,
4. ochrana vlastních jednotek,
5. vážné poškození hospodářského a logistického zázemí nepřítele,
6. obrana vlastního hospodářského a logistického zázemí,
7. narušení akcí a plánů nepřítele,
8. získání výhodných pozic pro rozvíjení dalších bojových akcí,
9. odlákání pozornosti nepřítele,
10. průzkum síly a plánů nepřítele,
11. otevření cesty pro své jednotky nebo zásobování.

## Definice vítězství v bitvě
Vítězství je věc velmi problematická. Existuje několik parametrů, dle kterých se určuje.
Problematičnost otázky vítězství asi nejlépe demonstruje krvavá bitva na Katalaunských polích, v níž se do cesty Attilovým hunským nájezdníkům postavila spojená vojska Západořímské říše a jejích spojenců vedená Aetiem. Bitva se zvrhla v oboustranný masakr a oba tábory ji deklarovaly jako své velké vítězství. Hunové po ní sice odtáhli pryč, ale rok poté vpadli do Itálie ještě silnější než předtím a strašlivě ji zpustošili. Z modernějších dob lze připomenout např. „oboustranně vítěznou“ bitvu u Malplaquet.

### Ovládnutí bojiště
Podle této tradiční definice vítězství dosáhne ten, kdo ovládne bojiště a zažene nepřítele na útěk. Problematičnost takovéhoto přístupu chápe každý, kdo zná slavný výrok Pyrha, krále Epeiru, kterým odpověděl svým důstojníkům, kteří mu blahopřáli k vítězství nad Římany: „Ještě jedno takové vítězství a budu bez vojska!“

### Počet mrtvých
Další ze způsobů, jak poměřovat vítězství, je počet mrtvých na stranách protivníků. I zde je to ovšem problém, neboť v tom případě by zvítězili v roce 1453 nad Turky obránci dobyté Konstantinopole .

### Vliv na další operace
Vcelku praktický způsob, jak poměřovat bitvu, je její dopad na budoucí operace válečných stran. Zde ovšem může být sporné jednak určení tohoto dopadu (ne vždy se dají jednoduše odfiltrovat od jiných vlivů), jednak to asi není vhodné pro posuzování bitev, které vyhrála slabší strana a které jsou podle všech ostatních měřítek jasně vítězné, ale celkově je jejich dopad sporný, neboť z hlediska slabší strany nebylo vítězství dost drtivé, aby změnilo její osud.

### Naplnění plánů stran
Asi nejobvyklejší a nejvíce zohledňovaný způsob posouzení bitvy je míra naplnění plánů obou stran a její poměření s cenou, kterou bylo nutno zaplatit. Čili pokud zahájila Finská armáda v roce 1941 útok na Karelské šíji za účelem znovudobytí ztracených území a během krátké doby je získala bez větších ztrát, dosáhla jednoznačného vítězství (a Rudá armáda zde byla jednoznačně a drtivě poražena). Už tak jednoznačným vítězstvím není plán Barbarossa, který sice dosáhl obrovských úspěchů, vedl k dobytí velké části Ruska a zničení větší části Rudé armády, ale nebyl beze zbytku naplněn, nedokázal vyřadit SSSR definitivně z války a přinesl takové ztráty lidí i techniky, které si Třetí říše nemohla dovolit a které se hodně negativně podepsaly na jejích dalších výkonech. Na druhé straně jen zcela nekritický optimista by válčení v roce 1941 posuzoval jako vítězství Sovětského svazu.

### Strategické a taktické vítězství
Pojmy strategické a taktické vítězství se týkají významu bitvy. Strategické vítězství představuje obvykle drtivé či jednoznačné vítězství v důležité (zpravidla tedy i rozsáhlé) bitvě, které má vážný dopad na průběh celé války. Taktické vítězství se kryje s nejednoznačným výsledkem významné bitvy, nebo byť i jednoznačným vítězstvím v nedůležité či malé bitvě a jeho význam je omezen na danou oblast nebo úsek fronty.

## Přenesený význam slova
Slovo bitva se užívá i v přeneseném významu nejčastěji jakožto synonymum pro slovo souboj nebo zápas a to i bez válečných či jiných násilných konotací.